# Emily Carr University of Art and Design
 (juin 2023).
Si vous disposez d'ouvrages ou d'articles de référence ou si vous connaissez des sites web de qualité traitant du thème abordé ici, merci de compléter l'article en donnant les références utiles à sa vérifiabilité et en les liant à la section « Notes et références ».
Emily Carr University of Art + Design (ECU) (anciennement Emily Carr Institute of Art and Design) est une école d'art de niveau universitaire située à Vancouver, en Colombie-Britannique, au Canada. L'institution est fondée en 1925 sous le nom Vancouver School of Decorative and Applied Arts. Elle a été nommée d'après l'artiste canadienne Emily Carr en 1978.

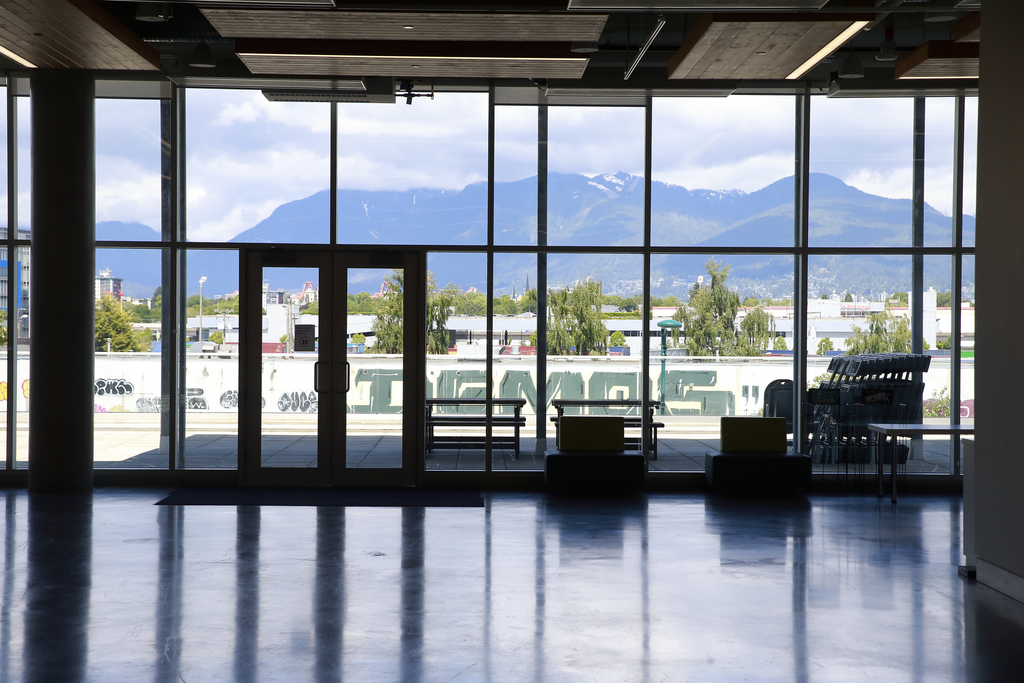
Les montagnes sont visibles à travers un mur de fenêtres à l'Université Emily Carr.

## Programmes
Emily Carr se spécialise dans le design durable, la photographie, les nouveaux médias, les arts visuels, les médias, les médias interactifs, l'animation, le design industriel, la conception de produits, la céramique, la sculpture, le design de communication, l'illustration et les beaux-arts.
Les programmes menant à un diplôme comprennent :
- Baccalauréat en beaux-arts en pratiques culturelles et critiques, illustration, photographie ou arts visuels. Les concentrations en arts visuels incluent la peinture, la céramique, le dessin, les médias imprimés ou la sculpture et les pratiques étendues.
- Baccalauréat en design en design de communication, design d'interaction ou design industriel
- Baccalauréat en arts médiatiques en animation, arts du cinéma et de l'écran, ou nouveaux médias et arts sonores.
- Maîtrise des beaux-arts en arts visuels
- Maîtrise en design

## Personnalités liées
- Emilie Grace Lavoie (1990-), artiste visuelle.